# 开膛手杰克：最终解答
《开膛手杰克：最终解答》是一本由英国作家史蒂芬·奈特（Stephen Knight）于1976年首次出版的书籍。这部作品提出了对于维多利亚时期伦敦的被称作“开膛手杰克”（Jack the Ripper）的连环杀人凶手真实身份的一种阴谋论解释，根据该书的理论，英国王室、共济会以及画家沃尔特·斯科尔特（Walter Sickert）均涉足了这场连环杀人案，以图掩盖王室的第二继承人阿尔伯特·维克托王子（Albert Victor）与一名工薪阶层女孩安妮·伊丽莎白·克鲁克（Annie Elizabeth Crook）的秘密婚姻。然而许多事实均与奈特的理论不符，他的主要信息来源约瑟夫·戈尔曼（Joseph Gorman,别名约瑟夫·斯科尔特）也承认了这本书所讲的故事是一个谎言。该推断被广泛地怀疑，并为大部分学者所否定。
尽管如此，这本书在当时十分流行，历经二十个版本，均获得了商业上的成功，后来的视觉文学《来自地狱》以及根据该作品所改编的电影均以这本书作为蓝本创作。这本书也影响了后来的犯罪小说作者，如派翠西亞·康薇爾以及安妮·佩雷。

## 灵感来源

### “开膛手杰克”连环杀人案
1888年8月至9月间，在伦敦白教堂区发生了至少五起手段残忍的杀人案。尽管白教堂区本身即是伦敦一个较为贫困的区域，且暴力行为并不罕见，但在这五场谋杀中犯罪手法的共同点却能够指向同一名凶手：
- 所有的犯罪现场之间的距离仅有几条街之远。
- 谋杀都发生在夜晚或是清晨。
- 受害者均为女性，且均被割喉。
- 在其中四个案例中，受害人的尸体均残缺不全，其中三名受害人甚至被取出了内脏。[2]

当时认为，内脏被移除的手段体现出了犯罪嫌疑人专业的解剖学知识，并认为这可能暗示了凶手的职业：屠夫或是医生。当时，媒体与警署均收到了许多自称凶手者所寄的信与明信片，凶手的绰号“开膛手杰克”（Jack the Ripper）也来源于其中一封信的书名。虽然大部分的信被警方认为是恶作剧，但其中一封后来被称作“来自地狱”的信却受到了更为严肃的对待。这是由于与这封信同时寄至的还有一个装有半块经处理的人类肾脏的小盒。尽管如此，警方并不能确定这块肾脏究竟是来自于受害人的身上，还是一块单纯以恶作剧为目的而寄出的医学样本。
虽然警方进行了大规模的搜查，但自1892年案件停办，真凶的身份至今依然是一个谜团，这也吸引了许多业余或专业人士提出他们的假设，然而迄今为止，尚还没有理论被广泛接受。

### 托马斯·斯托厄尔的理论

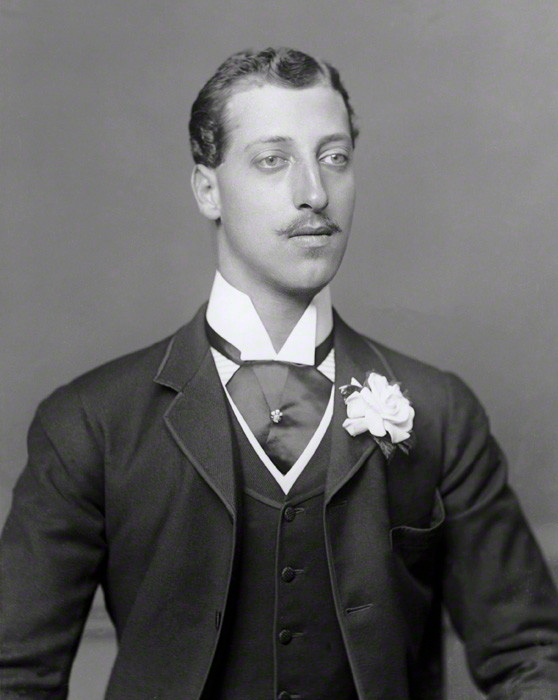
阿尔伯特·维克托王子

1970年，英国外科医生托马斯·斯托厄尔（Thomas Stowell）在《刑事学人》杂志上发表了一篇题为《开膛手杰克：一种解答》的文章。在文中斯托厄尔认为“开膛手”是一名贵族，在一次前往西印度群岛的旅行中感染了梅毒，并最终因梅毒渗入神经而精神错乱，因此作下这场连环杀人案。尽管斯托厄尔并没有直接点出这位贵族的姓名，但是他对于这个贵族的相貌，绰号以及其家庭的描述，均指向维多利亚女王的长孙，王位的第二继承人阿尔伯特·维克托王子（Prince Albert Victor）。
斯托厄尔认为，在作下1888年9月30日的双重谋杀案之后，维克托便被他的家庭送至英格兰南部的某家精神病收容所，但随后他成功逃出，并于同年11月9日谋杀了最后一名受害人，玛丽·简·凯利（Mary Jane Kelly）。为了支持他的理论，斯托厄尔描述了贵族猎鹿之后对鹿的内脏的处理手法，并将其与受害人被去除内脏的情形作了对比。同时斯托厄尔声称他的信息来源于威廉·古尔（William Gull），一位颇有声誉的王室医师的私人笔记，因为他与古尔的女婿，希欧多尔·戴克·阿克兰有交往，并是阿克兰的财产执行人。

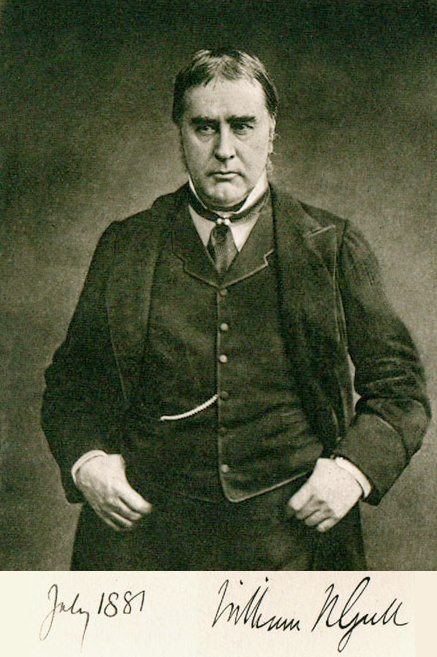
威廉·古尔医师

斯托厄尔的文章在当时引起了相当的反响，并且使阿尔伯特·维克托一跃成为最有犯罪嫌疑的几人之一，然而维克托很快就被证明是清白的：首先，古尔先于维克托去世，故不可能了解任何关于其死因的信息。随后，三名于1892年见证了维克托去世的医生一致指出其死因是肺炎而非梅毒。他们亦指出从感染梅毒到出现三期症状（其中之一便是精神异常）大约要经过15年之久。虽然梅毒的发病时间并非是固定的，但维克多只有在1873年，也就是他九岁时就感染梅毒，才可能在1888年前后因梅毒导致精神异常。但维克托是在十五岁时前往的西印度群岛，故时间并不相符。斯托厄尔关于维克托被送至精神病收容所的说法也遭反驳：当时的报纸、维多利亚女王的日记、家族信件以及官方文件均能指出维克托在案发期间活跃于公众活动、会见外国皇室等。且每场谋杀发生的时候，他都不在伦敦。
1970年9月5日，斯托厄尔向泰晤士报写信，否认了他欲暗示阿尔伯特·维克托即是“开膛手杰克”的意图。这封信于9月9日见诸报端。在前一日，斯托厄尔本人因自然原因逝世。他的儿子随后即烧毁了斯托厄尔的文件，称“我仔细地把它们读过了，我确信里头没有任何重要的东西。”

### 约瑟夫·戈尔曼的证词
尽管斯托厄尔的假设已经被认为是错误的，他却重新引起了人们对“开膛手杰克”案的兴趣。1973年，BBC推出了基于“开膛手杰克”案的同名系列电视节目，这组节目混合了纪录片与戏剧的因素：节目中使用当时的真实证据，但由两名虚构的侦探：巴罗与瓦特（Barlow and Watt）对案件进行分析。在节目的第六期，也是最后一期中，包含了一段约瑟夫·戈尔曼（Joseph Gorman）的证词：他称自己为约瑟夫·斯科尔特（Joseph Sickert），并声称自己是画家沃尔特·斯科尔特（Walter Sickert）的私生子。称在斯科尔特向他所讲述的故事中，包括英国王室在内的许多名人都与这起连环杀人案有所关联。而威廉·古尔与其共犯则是这场谋杀案的真凶。与其相反，斯托厄尔在他的文章中虽然提及了关于古尔的各种传言，但是却否定了它们。
戈尔曼声称他信仰天主教的祖母，安妮·伊丽莎白·克鲁克（Annie Elizabeth Crook）秘密地嫁给了阿尔伯特·维克托，故他的母亲即是维克托的后裔与王位第三继承人,“开膛手杰克”系列连环杀人案则是王室的一个阴谋：通过谋杀见证其母亲出生之人来消灭不利于王室名声的流言。在电视节目中，这仅仅是戈尔曼的描述与证词，而没有被两位侦探用于推理。但戈尔曼的故事吸引了史蒂芬·奈特，奈特在该故事的基础上作更深层次的调查，并于1976将其调查结果出版为《开膛手杰克：最终解答》一书。

## 内容

### 约瑟夫·戈尔曼的故事

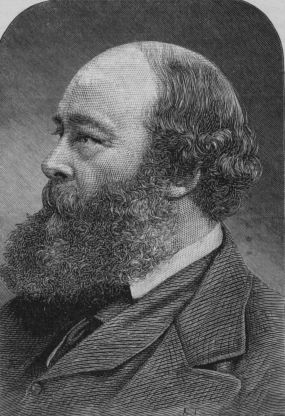
第三代索爾斯伯利侯爵羅伯特·蓋斯科因-塞西爾，凶案发生时担任首相。

这本书首先由奈特介绍他与戈尔曼的相遇，并且奈特认为“戈尔曼的故事逻辑不清，但他必须要从这些散碎的信息中梳理出事件的来龙去脉。””
戈尔曼宣称阿尔伯特·维克托之母亚历山德拉将瓦尔特·斯科尔特介绍给了她的儿子，并希望斯科尔特可以教小维克托艺术。然而维克托却因此认识了斯科尔特的模特之一：时年15岁的安妮·伊丽莎白·克鲁克，一名信仰天主教的女售货员。不久，她即与维克托秘密结婚，而日后的连环杀人案受害人之一，玛丽·简·凯利 当时也在婚礼的现场作婚礼见证人。根据戈尔曼的叙述，1885年，维克托与安妮的女儿爱丽丝·玛格丽特·克鲁克出生，维克托随后将安妮和爱丽丝安置在克利夫兰街6号的某间公寓里。1888年4月，维多利亚女王与时任首相索爾斯伯利侯爵（Robert Gascoyne-Cecil, 3rd Marquess of Salisbury）发现了维克托的秘密婚姻。戈尔曼称索尔斯伯利侯爵随即下令袭了击安妮与爱丽丝所在的公寓，以防止公众得知任何关于这位信仰天主教的潜在继承人的消息，从而防止可能因此导致的革命。阿尔伯特·维克托最终被置于其家庭的监视之下，而威廉·古尔医师则负责证明了安妮精神错乱。在此之后的三十年里，安妮时常出入精神病收容所，一直到她于1920年逝世。
戈尔曼也声称，在袭击发生时与袭击发生以后，见证了维克托与安妮婚礼的玛丽·简·凯利担负起了照顾他们的女儿爱丽丝的责任。她最初计划将爱丽丝藏起来，但随后改变了计划，并与数位朋友玛丽·安·尼科尔斯（Mary Ann Nichols）、安妮·查普曼（Annie Chapman）以及伊丽莎白·史泰德（Elizabeth Stride）（此三人均为连环杀人案死者）共同谋划勒索英国政府。为清除流言，索爾斯伯利侯爵与其共济会同侪（包括当时伦敦警察厅的一位高级警官）制订并实施了谋杀玛丽·简·凯利一行四人的计划，而被指派执行谋杀计划的正是威廉·古尔医师。戈尔曼声称，古尔医师在其同伙的帮助下，将受害人骗入马车中杀死，并弃置在她们被发现的位置。戈尔曼认为，第四名受害者凯撒琳·艾道斯（Catherine Eddowes）之所以遇害，是因为曾使用过玛丽·安·凯利（Mary Ann Kelly ）的化名，导致其被误认为玛丽·简·凯利（Mary Jane Kelly）而遭误杀。而威廉·古尔医师的的同谋之一，约翰·奈特利（John Netley）则曾两度试图杀死爱丽丝，但均未成功，随后他便跳泰晤士河自杀。在故事的最后，戈尔曼说爱丽丝成为了斯科尔特的情人，并且生下了约瑟夫·戈尔曼本人。

### 奈特的调查
奈特在书中解释说他最初并不相信戈尔曼耸人听闻的叙述，认为它“非常糟糕，毫无半点娱乐价值”。但是他依然被这个故事吸引，并作了更为深入的调查。奈特称他在调查中发现了诸多巧合，比如：
- 阿尔伯特·维克托的母亲与爱丽丝·克鲁克均是聋子。[25]
- 维克托之母爱丽丝与瓦尔特·斯科特均是丹麦人。[26]
- 瓦尔特·斯科尔特对“开膛手杰克”极有兴趣。[27]
- 这场连环谋杀的最后受害人的确是玛丽·简·凯利。[28]
- 谋杀案发生时，公众情绪以及对天主教的偏见均有增长之势。[29][30]
- 确有一名名为伊丽莎白·库克（Elizabeth Cook）的女子曾居住于克利夫兰街6号，奈特认为这即是名字被误拼的伊丽莎白·克鲁克（Elizabeth Crook）[31]
- 安妮·克鲁克确实曾被送入过精神病机构[32]
- 阿尔伯特·维克托似乎与当时的克利夫兰街流言有关联[33]
- 威廉·古尔医师喜爱葡萄，而有些受害人在死前似乎确实吃过一些葡萄[34]
- 古尔的相貌与通灵师罗伯特·詹姆斯·李斯所声称的借助通灵所得到的凶手样貌的描述相符。[35]

最终，在诸多巧合的叠加下，奈特相信了戈尔曼的故事，并认为它是真实可信的。他同时将将现实证据的缺乏归咎于因为政府的遮掩以及警方的刻意误导。为了支持其共济会阴谋论，他举出了共济会的宗教谋杀与“开膛手杰克”的可能的相似之处。随后奈特指控时任警长查尔斯·瓦伦借助摧毁证据保护其共济会会友。奈特亦指出，首个提出阿尔伯特·维克托与古尔与谋杀有关联的斯托厄尔，其身份亦是共济会会员。

## 评论与反应
当时的评论家认为，虽然这本书充满了阴谋论与讽刺，但是奈特却以精巧的手法将一个近乎不可能的事件呈现了出来。评论家昆廷·贝尔评论道：“这本书在一开始就列举出各种超出案件本身的信息，并公平大胆地承认了'它们听起来极不可能发生过'，确实如此。”《医学史》则评论道：“除了作者写作时精巧的手法以外，这本书的理论并非基于谨慎的推理与分析，与之前的各种理论相比，这本书所给的解答并不值得被称作“最终解答”。自这篇书评以后，大部分学者将戈尔曼的故事视为荒诞的空想加以否定，并且举出了很多与该书理论相反的例证。
安妮·克鲁克及其女爱丽丝确有其人，并且分别是戈尔曼的外祖母及母亲。然而，并无证据可以说明戈尔曼即是画家瓦尔特·斯科特之子。证据反而显示戈尔曼是其母爱丽丝与其父威廉·戈尔曼的五个儿子之一；爱丽丝的出生日期决定了安妮的怀孕日期应当介于1884年7月18日至8月11日，然而阿尔伯特在1884年6月至8月这段时间内，是在德国的海德堡而非伦敦。故爱丽丝不应是阿尔伯特的孩子。爱丽丝出生时，其出生证明上的“父亲”一栏是空白，但在其成年后，她便声称自己的父亲是威廉·克鲁克，这也是她的祖父的名字。开膛手案专家唐·罗比洛认为，爱丽丝之父的名字之所以没有出现在她的出生证明上，是因为她是私生女，或是为了掩盖其母亲安妮与其外祖父威廉的乱伦关系；没有任何记录可以说明阿尔伯特·维克托与安妮·克鲁克有过任何婚礼，即便那场婚礼实际存在，根据英国1772年王室婚姻法令，若非经过国王或女王同意，任何王室成员的婚事都将被视为无效。且任何该无效婚姻所产下的子女都不具有王室继承权。信息记录亦否定了戈尔曼声称他祖母信仰天主教的说法。即便他的祖母信仰天主教，并与维克托秘密结婚产子，根据英国的1701年王室继承权法令，由于她的天主教信仰，她与维克托的孩子爱丽丝也不可能有王室继承权。
戈尔曼的故事中还有更多的纰漏：克利夫兰街4-14号所有建筑在早在1888年4月的时候就已经被拆除，故安妮母子在克利夫兰街6号的那间公寓不可能在戈尔曼声称的时间被袭击。安妮母子也并不曾受过来自任何富人（比如阿尔伯特·维克托）的资助，反而是受那些偶尔住在济贫院的穷人的资助。同时，安妮是因为间歇性癫痫，而非精神错乱而被送往精神病收容所的。除此之外，开膛手案的受害人之间以及她们与安妮并不相熟，尤其是安妮住在伦敦中部的另一头的情况下。即便她们知道关于爱丽丝的事情，也不太可能相信爱丽丝的“王家私生子"身份,所以因她们而传出不利于王室的流言的可能性就更低。古尔1887年因中风退休，这导致了他部分瘫痪，并且丧失了语言能力。虽然古尔后来曾经有所恢复，但在他1890年去世以前，他的中风又数次发作过。同时，索爾斯伯利侯爵，安德森警长以及威廉·古尔医师均不是共济会成员。且并无记录显示奈特利与其他嫌疑人有任何关联，或是他溺死于泰晤士河。实际上,奈特是于1903年从他的马车上坠落致死。法医学所给出的证据也说明受害人的尸体并未被移动过，所以不可能是在马车车厢中被肢解，再被移动到受害人被发现的地点。且有些受害人尸体被发现的街道对于四轮马车来讲过于狭窄。斯科尔特也从未在克利夫兰街拥有过工作室。安德森警长在双重谋杀案发生时身在瑞士，所以不可能是犯罪者之一。

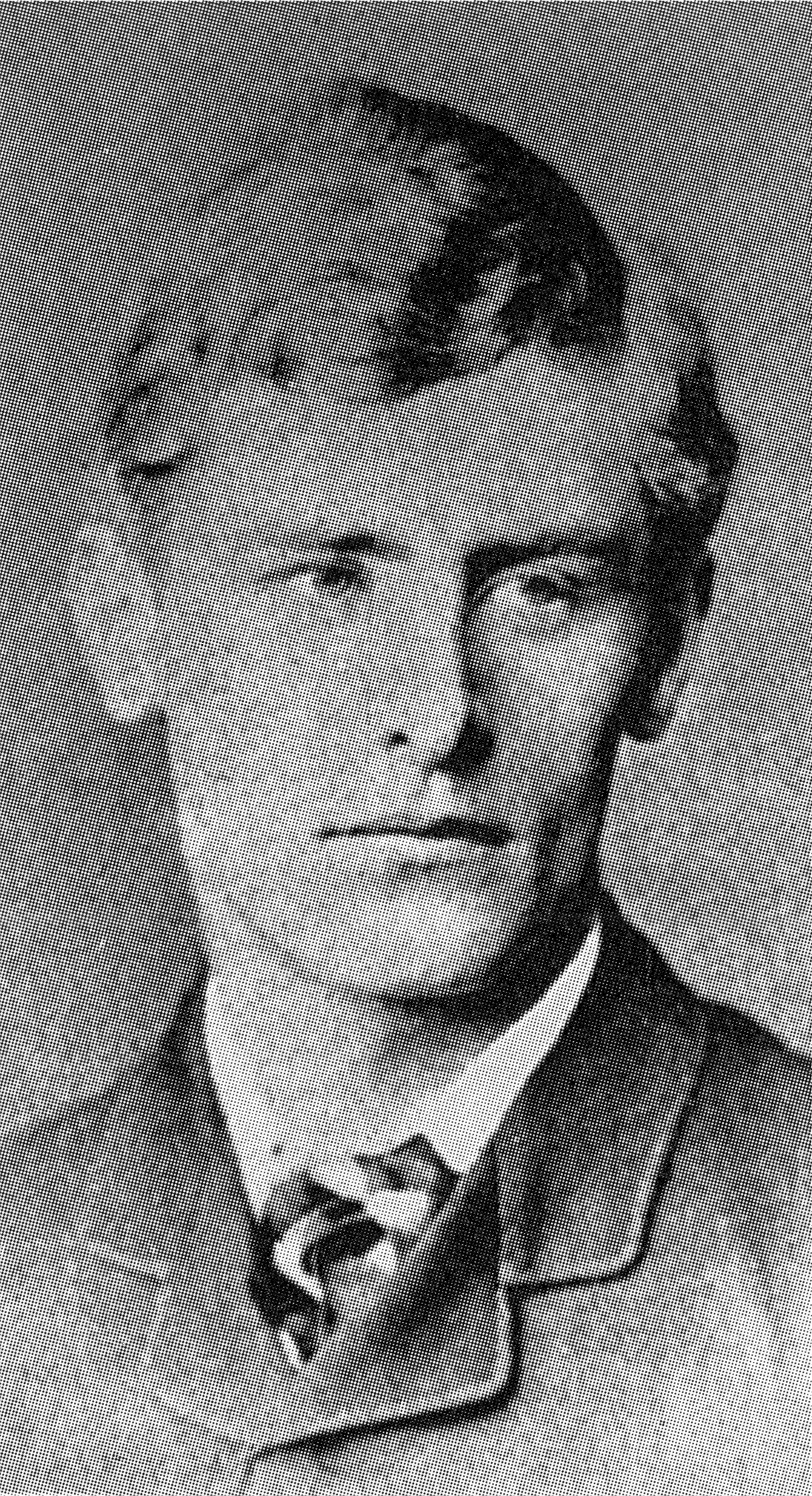
瓦尔特·斯科尔特

在遭受批评后，奈特承认在戈尔曼的故事中有一些问题，但他认为他“没有误解，也没有刻意无视它们”。他认为戈尔曼的故事中确实有些错误，但是他认为这些错误反而更好的证明了故事是真实可信的。在注意到安德森警长案发时身在瑞士的事实后，奈特便将安德森警长的犯罪嫌疑转到了瓦尔特·斯科尔特身上。虽然他并不是第一个提出斯科尔特犯罪嫌疑的人，早在1959年，就有作品将斯科尔特列为潜在的罪犯之一。然而案发时，斯科尔特与他的母亲和弟弟在法国，根据时间判断，在五场杀人案中，有至少四场发生时他不在伦敦。在奈特转而怀疑斯科尔特后不久，约瑟夫·戈尔曼否认了他所讲述的故事，并向星期日泰晤士報承认说“这是一场骗局……一个天大的谎言”。
奈特的朋友与同事，同为开膛手案的爱好者科林·威尔逊认为奈特的故事“很明显是废话”，但是在奈特因脑癌而悲剧性地英年早逝后，威尔逊又为他辩护道：“他最初是抱着开玩笑的初衷写这本书的，但这本书的成功使他不可能再收回或是悄悄地切断与他的这部作品的联系了。”

## 影响
尽管奈特的故事中存有诸多漏洞，但奈特与戈尔曼的阴谋论依然激发了其他作者的想象力，并且产生了许多基于对奈特作品的修改而产生的关于“开膛手杰克”的作品，比如派翠西亞·康薇爾的《一名凶手的画像》。如同奈特的作品一样，《一名凶手的画像》并不被标识为虚幻作品，但是由于其内容建立在奈特的有误的调查上，这本书的真实性被广泛否定，而更多地被视为一部虚构文学。

## 引用信息
1. ↑  Knight's literary agent, Andrew Hewson, quoted in Rice, Karen (16 December 2001) "Jack the Ripper 'revlations'（原文如此） exposed as same old story."
2. ↑  Evans and Skinner, pp. 399–402 and Knight, p. 168
3. ↑  Dr. Winslow, the examining pathologist, quoted in Haggard, Robert F. (1993).
4. ↑  Stowell, T. E. A. (November 1970) "Jack the Ripper – A Solution?"
5. ↑  Rumbelow, pp. 209–213
6. 1 2  See for example: "Who Was Jack the Ripper? （页面存档备份，存于）" (9 November 1970).
7. ↑  Begg, pp. 288–289 and Knight, pp. 202–203
8. ↑  Knight, pp. 15–16
9. ↑  Rumbelow, p. 211
10. ↑  Rumbelow, pp. 212–213
11. ↑  Rumbelow, pp. 211–212 and Trow, p. 153
12. ↑  Marriott, p. 268
13. ↑  For example, on 30 September 1888, when Elizabeth Stride and Catherine Eddowes were killed in the early morning, Albert Victor was at Balmoral, the royal retreat in Scotland, over 500 miles (over 800 km) from London.
14. ↑  Stowell, T. E. A. (9 November 1970).
15. ↑  PHS (14 November 1970).
16. ↑  Knight, p. 15
17. ↑  Knight, p. 16 and Rumbelow, p. 223
18. ↑  Knight, p. 22
19. ↑  Begg, p. 289
20. ↑  Knight, pp. 24–39
21. ↑  Knight, p. 30
22. 1 2  Knight, p. 20
23. ↑  Knight, pp. 22–28
24. ↑  Knight, pp. 30 and 40
25. ↑  Knight, p. 41
26. ↑  Knight, p. 42
27. ↑  Knight, p. 44
28. ↑  Knight, p. 70
29. ↑  Knight, pp. 80–85
30. ↑  Knight, pp. 90–92
31. ↑  Knight, p. 95
32. ↑  Knight, pp. 98–99
33. ↑  Knight, p. 102
34. ↑  Knight, pp. 240–245
35. ↑  Knight, pp. 193–203
36. ↑  Knight, p. 101
37. ↑  Knight, pp. 106–141
38. ↑  Knight, pp. 151–177
39. ↑  Knight, pp. 178–179
40. ↑  When graffiti mentioning "Juwes" was found near the site of one of the murders, Warren ordered it washed away before it could be photographed.
41. ↑  Knight, pp. 205–207
42. ↑  Stowell's will quoted in Knight, p. 205
43. ↑  Bell, Quentin (30 July 1976).
44. ↑  Anon. (1977).
45. ↑  Pearce, J. M. S. (2006).
46. ↑  Aronson, p. 110; Begg, pp. x–xi; Cook, p. 9; Cornwell, pp. 133–135; Fido, pp. 185–196; Harrison, pp. 142–143; Hyde, p. 58; Knight, p. 180; Marriott, pp. 267–268; Meikle, pp. 146–147, 178, 188; Ridley, pp. 266–267; Roland, pp. 142–147; Rumbelow, pp. 209–244 and Trow, pp. 152–158
47. ↑  Baron, Wendy (September 2004).
48. ↑  Marriott, p. 267
49. ↑  Aronson, p. 88 and Marriott, p. 267
50. ↑  General Register Office, England and Wales (April–June 1885).
51. ↑  Rumbelow, pp. 228, 231
52. ↑  Rumbelow, pp. 227–228
53. ↑  Aronson, p. 88 and Knight, pp. 103–104
54. ↑  Begg, p. 293; Rumbelow, pp. 232–233; Wilson and Odell, p. 210
55. ↑  Rumbelow, p. 233
56. ↑  Begg, p. 293; Rumbelow, p. 232; Wilson and Odell, pp. 209–210
57. ↑  Aronson, p. 89
58. ↑  Rumbelow, pp. 241–242
59. ↑  Rumbelow, pp. 226, 229–231
60. ↑  Begg, p. 293
61. ↑  Aronson, p. 109
62. ↑  Rumbelow, p. 223
63. ↑  Knight, pp. 180–182, 201
64. ↑  Peabody, David (July 2002) "Exploding the Ripper Masonic link" （页面存档备份，存于）.
65. ↑  Knight, p. 216
66. ↑  Knight, p. 213
67. ↑  Begg, p. 293 and Rumbelow, p. 231
68. ↑  Knight, p. 247 and Cawthorne, Nigel (2000) "Afterword" in: Knight, p. 270
69. ↑  Whiteway, Ken (2004).
70. ↑  Knight, pp. 246–262
71. ↑  Knight, p. 250
72. ↑  Sturgis, Matthew (3 November 2002).
73. ↑  The Sunday Times, 18 June 1978, quoted in Fido, p. 195 and Rumbelow, p. 237
74. ↑  Wilson and Odell, p. 205
75. ↑  Wilson and Odell, p. 211
76. ↑  Begg, pp. x–xi, 295–296; Meikle, p. 197; Roland, pp. 132–137 and Rumbelow, p. 246

## 引用作品
- Aronson, Theo (1994). Prince Eddy and the Homosexual Underworld. London: John Murray. ISBN 0-7195-5278-8.
- Begg, Paul (2003). Jack the Ripper: The Definitive History. Harlow, Essex: Pearson Education. ISBN 0-582-50631-X.
- Cook, Andrew (2006). Prince Eddy: The King Britain Never Had. Stroud, Gloucestershire: Tempus Publishing Ltd. ISBN 0-7524-3410-1.
- Cornwell, Patricia (2003). Portrait of a Killer: Jack the Ripper Case Closed. London: Time Warner Paperbacks. ISBN 0-7515-3359-9.
- Evans, Stewart P.; Skinner, Keith (2000). The Ultimate Jack the Ripper Companion: An Illustrated Encyclopedia. New York: Carroll & Graf. ISBN 0-7867-0768-2.
- Fairclough, Melvyn (1991). The Ripper and the Royals. London: Duckworth. ISBN 0-7156-2362-1.
- Fido, Martin (1987). The Crimes, Detection and Death of Jack the Ripper. London: Weidenfeld & Nicolson. ISBN 0-297-79136-2.
- Harrison, Michael (1972). Clarence: The life of H.R.H. the Duke of Clarence and Avondale (1864–1892). London and New York: W. H. Allen. ISBN 0-491-00722-1.
- Hyde, H. Montgomery (1976). The Cleveland Street Scandal. London: W. H. Allen. ISBN 0-491-01995-5.
- Knight, Stephen (1976; rev. 1984; repr. 2000). Jack the Ripper: The Final Solution. London: Bounty Books. ISBN 0-7537-0369-6.
- Marriott, Trevor (2005). Jack the Ripper: The 21st Century Investigation. London: John Blake. ISBN 1-84454-103-7.
- Meikle, Denis (2002). Jack the Ripper: The Murders and the Movies. Richmond, Surrey: Reynolds and Hearn Ltd. ISBN 1-903111-32-3.
- Ridley, Jasper (2008) [1999]. A Brief History of the Freemasons. London: Robinson. ISBN 978-1-84529-678-0.
- Roland, Paul (2006). The Crimes of Jack the Ripper. London: Arcturus Publishing. ISBN 978-0-572-03285-2.
- Rumbelow, Donald (2004). The Complete Jack the Ripper: Fully Revised and Updated. London: Penguin Books. ISBN 0-14-017395-1.
- Trow, M. J. (1997). The Many Faces of Jack the Ripper. Chichester, West Sussex: Summersdale. ISBN 1-84024-016-4.
- Wilson, Colin; Odell, Robin; edited by Gaute, J. H. H. (1987). Jack the Ripper: Summing up and Verdict. London and New York: Bantam Press. ISBN 0-593-01020-5.